# М26 Пършинг
М26 Пършинг е американски тежък танк от времето на Втората световна война и Корейската война. Наречен е в чест на генерал Джон Пършинг, командващ американския експедиционен корпус по времето на Първата световна война. Разработен е като заместник на танка М4 Шърман. Произвежда се от компаниите „Фишер“ (Fisher Tank Arsenal) и „Крайслер“ – чрез Detroit Tank Arsenal – общо над 2000 машини от всички модификации. Бил е въоръжение е в САЩ, Белгия, Великобритания, Италия и Франция. По договора „Заем-наем“ (Lend-Lease) 1 танк е доставен и на СССР. След Корейската война е свален от въоръжение и заменен от М46 Патън и М47 Патън.

## История
През 1942 г. на въоръжение в армията на САЩ постъпва танкът М4 Шърман, но в същото време, като отчитат неговите слабости, от Артилерийския департамент, изискват разработката на нов танк, който да е със задно разположен двигател и усилена броня. Първоначално е било предвидено да се монтира същото 75-mm оръдие, както на М4, но с автомат за зареждане. 

### Т20
През пролетта на 1942 г. е готов първият макет на новия танк Т20. Той е оборудван с бензинов двигател Ford GAN V-8 и хидромеханична трансмисия. Окачването първоначално е с хоризонтални пружини, в по-късните тестови модели на Т26 е заменено с торсионно. Особеност на модела е наличието на дублиращи приводи за управление и за помощник водача, който може да поеме при нужда управлението на танка. Освен 75-mm оръдие за изпитания на първите тестови модели е предложено и новото 76-mm оръдие М1А1.

### Т22 и Т23
Опасенията на военните, че сложната хидромеханична трансмисия може да създаде трудности при ремонтиране в полеви условия водят до разработката от „Крайслер“ на два нови тестови модела с различни трансмисии. На Т22 се монтира механична трансмисия, а на Т23 – електрическа на Дженерал Илектрик (General Electric). На опитната версия Т22Е1 за първи път се провеждат изпитания на автомат за зареждане на оръдието. На Т23 хоризонталните пружини на окачването са заменени с вертикални от М4. До края на 1943 г. от Т23 са произведени над 250 машини, но танкът по ред причини не е приет на въоржение. Неговата лята купола с новото 76-mm оръдие и въртящ се люк на пълнача с монтирана зенитна картечница се използва след лятото на 1943 г. при производството на М4Е6 Шърман.

### Т25 и Т26
Още при разработването на Т23 Артилерийският департамент настоява за изпитването и на новото 90-mm оръдие Т7, прието по-късно на въоръжение като М3. През пролетта на 1943 г. се появява новата опитна версия с по-голяма купола и 90-mm оръдие, която е назована Т25. Разработката на „Крайслер“ е с пружинно окачване, а на „Фишер“ – с торсионно. Тъй като Артилерийският департамент настоява и за усилване на бронята, пружинното окачване вече не е пригодно за нарасналата маса на танка. Така на новата по-тежка версия – Т26, вече се монтира само торсионно окачване. За да се олекоти танкът, електрическата трансмисия на Т26 е заменена с хидромеханична във версията Т26Е1. През пролетта на 1944 г. изпитанията завършват и машината е трябвало да бъде приета на въоръжение. Но предимство е дадено на изтребителя на танкове М36, също въоръжен с 90-mm оръдие. Едва след десанта в Нормандия през юни 1944 г., когато става ясно, че американската армия не разполага с добре брониран танк с мощно оръдие срещу германските танкове, на проекта е дадена зелена светлина. Последната опитна модификация е Т26Е3 от ноември 1944 г., като от нея са построени до края на февруари 1945 г. общо 242 машини. На оръдието е добавен дулен спирач, „мокрите“ стелажи за боекомплекта са премахнати, което увеличава броя на снарядите от 42 на 70, премахнат е въртящият се люк на пълнача, като зенитната картечница е закрепена на стойка върху куполата, доработени са двигателят и трансмисията. През март 1945 г. Т26Е3 официално е приет на въоръжение като М26 „Генерал Пършинг“, популярен и само като „Пършинг“. Първоначално е класифициран като тежък танк, но след края на Втората световна война, когато държавите се ориентират към производство на танкове с маса над 40 t, танкът вече се води като среден.

## Устройство

### Конструкция
Танкът е създаден по традиционна схема – отделение за управление в предната част, бойно отделение в средата, моторно и трансмисионно отделение в задната част на корпуса. В отделението за управление са разположени механик-водачът и помощникът му, който е и стрелец с курсовата картечница. Механик-водачът седи вляво по надлъжната ос на корпуса, а помощникът – вдясно. В бойното отделение отдясно на оръдието са разположени командирът на танка и мерачът, а отляво – пълначът. В бойното отделение се намира и боекомплектът на танка. То е отделено от моторното отделение с бронирана преграда. Лека метална преграда има и между моторното и трансмисионното отделение.

### Двигател и трансмисия
Двигателят на М26 е 8-цилиндров V-образен 32-клапанен бензинов двигател Ford GAA с водно охлаждане. Има максимална мощност 535 к.с. при 2800 оборота с два Stromberg NA-Y5-G карбуратора. Същият двигател се използва и при танковете М4А3 Шърман. Обемът на резервоара е 693 l, гарантиращ 120 – 160 km пробег по шосе.
Трансмисията е хидромеханична. Има първичен планетарен редуктор, тристепенен хидротрансформатор Lysholm-Smith, трискоростна планетарна предавателна кутия със сервохидравлично управление, двоен диференциал Cletrac и едностепенни бордови предавки. Управлението на танка се осъществява посредством два лоста за механик-водача, които са дублирани и с лостове за помощника му.

### Ходова част
Верижният задвижващ механизъм се състои от металически вериги, като отделните ѝ звена (траковете) са модел Т81, лети, по 82 за верига, с ширина 610 mm и гумено-металически шарнири. При използването на танка в Корейската война започват да се използват и по-новите Т84Е1 тракове, които имат гумени възглавнички за движение по асфалт. Веригата се движи по 6 двойни 26-инчови (669 mm) щамповани опорни ролки с гумени бандажи и 5 двойни поддържащи ролки, задно водещо и предно направляващо колело с механизъм за опъване на веригата с компенсиращо устройство. Окачването е торсионно с хидравлични амортизатори на 1, 2, 5 и 6 опорни ролки.

### Въоръжение
Основното въоръжение е 90-mm нарезно оръдие M3 с дулен спирач. Скорострелност – 8 изстрела в минута. Зареждането е ръчно. Ъгълът на възвишение/снижение на оръдието е от +20 до –10°. Боекомплектът на оръдието е 70 снаряда.
Включва: бронебойно-трасиращи снаряди APC M82, бронебойни AP T33, бронебойни HVAP M304 и фугасни HE M71. 
От версия М26А1 се монтира усъвършенстваното оръдие М3А1 с по-малък дулен спирач и ежектор за изсмукване на дима от бойното отделение след изстрел.
Тъй като стандартното оръдие на танка е с близки характеристики спрямо германските 88 mm KwK 36, монтирани на танковете Тигър I, то появата на по-мощното 88 mm KwK 43 оръдие при Тигър II изисква и адекватно въоръжение за противодействие. За целта през януари 1945 г. на два танка започват изпитанията на новото 90-mm оръдие М15. Първата машина е от опитната модификация Т26Е1, на която се монтира оръдие М15А1, стрелящо с унитарни снаряди. За да се компенсира голямата дължина на ствола на оръдието, върху куполата са добавени два цилиндрични хидрокомпенсатора, а в задната ѝ част – допълнителна противотежест. Този танк, известен и под името „Супер Пършинг“, е изпитван и в бойна обстановка на западния фронт през пролетта на 1945 г. Втори танк от модификацията Т26Е3 (преименуван на Т26Е4) е изпитван с оръдие М15А2 с разделно пълнене. От него успяват да произведат общо 25 машини. Въпреки голямата начална скорост и успешните изпитания след края на войната работата по тази модификация е прекратена.
Допълнителното въоръжение на танка включва две 7,62-mm картечници M1919A4 Browning. Едната е сдвоена с оръдието, а втората е курсова, монтирана в челния брониран лист на корпуса. На купола е монтирана 12,7-mm зенитна картечница M2 Browning. Боекомплекът за двете 7,62-mm картечници е 5000, а за 12,7-mm зенитна картечница – 500 патрона. Екипажът разполага с пет 11,43-mm картечни пистолета M3A1 с общо 900 патрона и с 12 ръчни гранати.

### Защита и оборудване
Корпусът е лят, стоманен. Бронята е хомогенна. Челната броня е с дебелина 101,2 mm на горния лист и е под ъгъл 46 градуса. Долният челен лист е с дебелина 76 mm и е под ъгъл 53 градуса. Бордовете на корпуса са с дебелина 51 mm. Дъното на корпуса е от валцувани бронирани листове с дебелина 25, 4 mm. Задната част на корпуса е от лети стоманени елементи с дебелина от 51 до 76 mm. Куполата е стоманена, лята, с удължена задна част. Челната броня на куполата е 101,2 mm, а страничната и задната – 76 mm. Отгоре в задната част е монтирана стойка за зенитна картечница. Куполата може да се завърта ръчно или с хидравличен мотор.
Връзката между членовете на екипажа се осъществява от танко-разговорни устройства. За външна връзка се използва радиостанция SCR-528, работеща в диапазона на късите и ултракъсите вълни, като на танковете са монтирани по две антени – по една за всеки обхват.  На командирските танкове се монтира радиостанция SCR-506.

### Бойно използване
- Втора световна война – Армията на САЩ използва за първи път М26 в Арденската офанзива. Доставените в Антверпен през януари 1945 г. 20 машини Т26Е3 са разпределени в 3-та и 9-а бронирани дивизии на Първа армия.[7] Първото им бойно използване е от 3-та дивизия през февруари край река Рур. На 26 февруари край Елсдорф един танк Т26Е3 попада на засада и е повреден от танк „Тигър“, а по-късно друг Т26Е3 успява да унищожи един „Тигър“ и два Panzer IV.

На 6 март един Т26Е3 участва в боевете за Кьолн в танков дуел с намиращ се до катедралата танк „Пантера“. Германският танк вече е успял да унищожи два американски М4 Шърман и на помощ. Т26Е3 успява да унищожи с няколко снаряда противниковия танк – този дуел е заснет с камера от намиращия се наблизо оператор Джим Бейтс. В 3-та бригада за бойни изпитания се намира и единственият „Супер Пършинг“ с оръдие М15А1, който успява да унищожи германски танк (вероятно „Тигър“) през април 1945 г.
Танковете от 9-а бригада помагат през март в овладяването на моста „Лудендорф“ на река Ремаген. 
Общо на Западния фронт са доставени 310 Т26Е3, но само 20 вземат участие в реални бойни действия.
Вече приет официално на въоръжение М26 участва в боевете срещу японците при Окинава. На 31 март 1945 г. са доставени 12 танка, които вземат участие в бойните действия.
- М26 през септември 1950 г. по време на Корейската война (1950-1953 г.) Корейска война  (1950 – 1953) – Първите три танка М26 са прехвърлени от Япония в Корея още през юни 1950 г. в подкрепа на леките танкове М24 и участват в отбраната на град Чинджу, където обаче са извадени от строя след прегряване на двигателите. [11]. В края на юли започва прехвърлянето на допълнителни части, като 70-и, 73-ти и 9-и танкови батальони са въоръжени с танкове М26 – общо участват 309 машини. За доокомплектоване се е наложило да бъде свален и намиращият се на постамент във Форт Нокс М26. Танковете се справят успешно с противниковите Т-34-85 на севернокорейската армия. През септември 4 корейски Т-34 атакуват американските позиции край град Пусан, но атаката е отбита, като М26 унищожават 3 от тях без да загубят нито една машина. Но пресеченият терен в Корея не позволява разгръщането на масирани танкови сили и в края на 1951 г. танковете М26 са изтеглени от Корея. С края на войната приключва и бойната кариера на М26, който е заменен с по-модерните М45 и М46. [12]

## Варианти

### Прототипи
- Т20 – първоначална версия, въоръжен със 75-mm оръдие. Окачването е с хоризонтални пружини.
- Т20Е3 – модернизация със 76-mm оръдие и торсионно окачване.
- Т22 – версия, оборудвана с трансмисия от танк М4 Шърман;
- Т22Е1 – модернизация на Т22 с автомат за зареждане на оръдието;
- Т23 – версия с окачване с вертикални пружини, електрическа трансмисия и нова купола, по-късно използвана от танковете М4Е6.
- Т23Е3 – модернизация с торсионно окачване, електрическа трансмисия и 19-инчови тракове на веригите.
- Т23Е4 – модернизация с пружинно окачване, електротрансмисия и 23-инчови тракове.
- Т25 – версия с 90-mm оръдие T7, по-късно стандартизирано като М3, и електрическа трансмисия.
- Т25Е1 – модернизация с хидромеханична трансмисия и пружинно окачване.
- Т26 – версия с торсионно окачване и електрическа трансмисия.
- Т26Е1 – модернизация с хидромеханична трансмисия, избрана да влезе в производство.
- Т26Е2 – версия със105-mm гаубица М4, влязла в производство като танк М45.
- Т26Е3 – модернизация с 90-mm оръдие М3 с добавен дулен спирач и увеличен боекомплект до 70 снаряда. Въведен на въоръжение като танк М26.
- Т26Е4 – модернизация с по-мощното 90-mm оръдие М15, известна и като „Супер Пършинг“. Версията с оръдие М15А1 е с унитарни снаряди, а с оръдие М15А2 – с разделно пълнене.

- Т26Е5 – модернизация с допълнителна броня с дебелина до 279 mm.

### М26
- М26Е1 – версия с по-мощно 90-mm оръдие Т54.
- М26Е2 – версия с модифицирано 90-mm оръдие М3А1 с ежектор, с по-мощен двигател – 600 к.с. и по-компактна трансмисия. След редица допълнителни модернизации въведен на въоръжение като М46 Патън.
- М26А1 – версия с модифицирано 90-mm оръдие М3А1 с нов дулен спирач и ежектор.

## Машини на основата на М26
- Опитен образец на ремонтно-евакуационна машина Т12Т12 – опитен образец на ремонтно-евакуационна машина.
- Т31 – опитен образец на влекач.
- Т84 – опитен образец на 203-mm самоходна гаубица.
- Т92 – опитен образец на 240-mm самоходна гаубица.
- Т93 – опитен образец на 203-mm самоходна гаубица, подобен на Т92.

## Бивши оператори
- САЩ
- Белгия
- Великобритания
- Италия
- Франция